# United Tribuns
Die United Tribuns sind eine rockerähnliche kriminelle Vereinigung, die 2004 von Armin Ćulum in Villingen-Schwenningen (Baden-Württemberg) gegründet wurde. „United Tribuns“ bezeichnet sich selbst als Vereinigung von Bodybuildern, Kampfsportlern und Türstehern. Sie sind in mindestens drei Ländern (Österreich, Bosnien und Spanien) mit sogenannten „Chaptern“ (Orts- oder Landesclubs) vertreten. Außerdem gibt es die „United Tribuns Nomads World“, deren Mitglieder keinem einzelnen Chapter angehören. In Bosnien gibt es eine Untergruppe namens „Tribuns Guardians Balkan“. Im Jahr 2014 gab der bayerische Verfassungsschutz die weltweite Mitgliederzahl mit rund 1700 an. In Deutschland verbot das Bundesinnenministerium die Gruppe am 14. September 2022 wegen ausbeuterischer Zuhälterei, Körperverletzung, Drogen- und Menschenhandel.

## Gründung und Ausbreitung
Die Vereinigung wurde 2004 vom ehemaligen bosnischen Boxer Armin Ćulum, genannt „Boki“, in Villingen-Schwenningen gegründet. Ćulum wurde 1974 geboren und kam infolge des Bosnienkriegs aus Prijedor nach Deutschland. 2012 gründete er einen Ableger namens „United Tribuns Balkan“. Die Mitglieder dieses Chapters sind am Schriftzug „Balkan“ am rechten Jackenärmel zu erkennen.
In Bayern gab es 2014 Chapter in München, Augsburg, Nürnberg und Ingolstadt, die im ersten Halbjahr 2014 einen erheblichen Mitgliederzuwachs verzeichneten. 2016 waren sie ebenfalls in den Städten Aachen, Troisdorf, Regensburg, Köln, Hannover und später in Osnabrück vertreten.
In Österreich gab es 2014 Chapters in Villach, Graz, Wien, Bregenz und Innsbruck, wohingegen die Gruppe 2019 in Linz, Klagenfurt und Wien vertreten war.

## Geschichte krimineller Aktivitäten und Konflikte
Ćulum betrieb zusammen mit seinem Bruder Nermin und weiteren Mitgliedern bis Sommer 2009 verschiedene Bordelle, darunter das Villinger Laufhaus und das La Notte in Schwenningen. Sie fielen der Polizei durch den Kauf und das demonstrative Zurschaustellen ihrer Luxusautomobile auf. Im Sommer 2009 tauchte „Boki“ zusammen mit seinem Cousin „Dado“ kurz vor einer großangelegten Razzia der Polizei in Bosnien und Herzegowina unter. Seitdem lebten die beiden in dem Dorf Sanski Most bei Prjiedor. Gegen „Boki“ wurde ein internationaler Haftbefehl erlassen, der bis 2023 jedoch nicht vollstreckt werden konnte, da sich die bosnischen Behörden nach den Worten eines Villinger Kriminalbeamten „für Geld empfänglich zeigten“.
Immer wieder wurden die „United Tribuns“ in Konkurrenzkämpfe mit anderen Rockerclubs bzw. -banden verwickelt, zum Beispiel mit den „Hells Angels“ und „Black Jackets“.
Im Mai 2010 kam es in Rottweil zu gewaltsamen Übergriffen der „United Tribuns“ auf Angehörige der „Black Jackets“. Daraufhin mobilisierten die „Black Jackets“ landesweit einige hundert Mitglieder, um sich an den Rottweiler „United Tribuns“ zu rächen. Der Polizei gelang es, die Auseinandersetzung durch landesweite Polizeimaßnahmen zu verhindern.
Im Juli 2010 wurden vor dem Landgericht Konstanz fünf Mitglieder wegen ausbeuterischer Zuhälterei, Körperverletzung und Menschenhandel in über 20 Fällen angeklagt.
Im Dezember 2010 griffen in Pforzheim rund 20 Mitglieder der „United Tribuns“ vier Mitglieder der „Black Jackets“ in einem Auto an. Einige Stunden nach dem Vorfall wollten etwa 500 Mitglieder der „Black Jackets“, die aus verschiedenen Städten angereist waren, sich an den Tätern rächen. Die Polizeidirektion Pforzheim verhinderte den Kontakt zu den Tätern.
Im November 2011 kam es in Pforzheim zu einer Auseinandersetzung zwischen Mitgliedern der „United Tribuns“ und der „Hells Angels“. Insgesamt waren an der Auseinandersetzung zwischen 30 und 50 Personen beteiligt, wobei insgesamt drei Personen schwer verletzt wurden. Bei der Auseinandersetzung kamen auch Stich- und Schusswaffen zum Einsatz. Mehrere Fahrzeuge, die in der Nähe des Vorfalls parkten, wurden durch Einschusslöcher beschädigt. Im Februar 2011 stachen vier Mitglieder der „United Tribuns“ ein Mitglied der „Black Jackets“ in Straubenhardt nieder. Nach monatelangen Ermittlungen verhafteten die Beamten bei einer Razzia am 22. Januar 2015 drei Männer zwischen 23 und 25 Jahren.
Mitte des Jahres 2015 eskalierte ein Bandenkrieg mit der kurdischen Gruppierung Sondame (Red Legion). Bei dem Konflikt mussten die „United Tribuns“ mehrere ihrer Chapter schließen, da sie dem Druck der Gruppierung Sondame nicht mehr standhalten konnten. Die Balkanrocker erlitten einen enormen Imageschaden, da sie sich praktisch nicht zur Wehr setzten. Mehrere Mitglieder der „United Tribuns“ gaben ihre Kutten freiwillig bei den Angehörigen von Sondame ab, um den Konflikt unversehrt verlassen zu können. In der Schweiz gaben 2016 alle Chapter die Auflösung bekannt, sodass die „United Tribuns“ keine Ableger mehr in der Schweiz hatten.
Im April 2016 wurde der Vizepräsident des Ulmer Chapters Celal F. in Heidenheim mit drei Schüssen getötet, sein Bruder überlebte einen Bauchschuss. Als Hintergrund wurden andauernde Konflikte mit den rivalisierenden „Black Jackets“ vermutet. Ein Gericht verurteilte 2017 ein Mitglied der „Black Jackets“ wegen „Totschlags und versuchten Totschlags in Tateinheit mit schwerer Körperverletzung“ zu 13 Jahren Haft. Im Juni 2016 kam es in Leipzig zu einer Auseinandersetzung zwischen „United Tribuns“ und „Hells Angels“. Durch mehrere Schüsse wurde ein United-Tribuns-Anwärter getötet und weitere zwei Anhänger verletzt. In Münster soll im August 2016 ein Apotheker von Mitgliedern der Gruppe erpresst worden sein. Im Juni 2016 war die Gruppe in Leipzig in eine Schießerei mit konkurrierenden „Hells Angels“ verwickelt, bei der ein Mensch starb. In Leipzig kam es im Januar 2017 zu großangelegten Razzien in der Eisenbahnstraße, in deren Verlauf auch das Clubhaus der „United Tribuns“ durchsucht wurde. In den Objekten wurden Schusswaffen, Munition und Betäubungsmittel sichergestellt.

## Festnahmen, Verbot
Im April 2019 wurden „Boki“ und Nermin in Bosnien festgenommen, aber nach 24 Stunden wieder freigelassen.
2020 wurden auf Mallorca 16 Männer festgenommen, und 2022 wurden fünf in Palma de Mallorca wegen Drogenhandels zu milden Haftstrafen verurteilt; die Strafe des Anführers Stefan Milojevic wurde zur Bewährung ausgesetzt.
Am 24. August 2022 wurde „Bokis“ jüngerer Bruder Nermin Ćulum festgenommen, als er von Bosnien nach Kroatien einzureisen versuchte. Gegen ihn lag ein von der Schweiz ausgestellter internationaler Haftbefehl wegen des Verdachts der Prostitution und  Menschenhandel vor. Er wurde in Auslieferungshaft genommen.
Mit dem Verbot der Gruppe in Deutschland durch das Bundesinnenministerium am 14. September 2022 durchsuchten 1500 Beamte in neun Bundesländern 108 Objekte und beschlagnahmten Geld, Waffen und Wertgegenstände.
„Boki“ und Nermin umgingen den Haftbefehl und pflegten Kontakte nach Russland und zu südamerikanischen Drogenkartellen. Im November 2022 fasste Europol Mitglieder eines Superkartells, mit dem „Boki“ in Verbindung stand.
Im Dezember 2023 wurden fünf Männer in einem Prozess vor dem Landgericht Konstanz verurteilt; vier davon wegen Drogenhandels. Einer von ihnen, Justin D., fiel durch 14 Vorstrafen auf und wurde 2023 erneut zu einer Bewährungsstrafe verurteilt. Im Prozess gegen ihn behauptete eine Zeugin, er gehöre zur Führungsriege der Vereinigung.
Im Oktober 2024 wurden „Boki“ Ćulum, sein Sohn sowie Justin D. in der Gegend von Ljubuški im Kanton West-Herzegowina festgenommen. Ihnen wurde Menschenhandel und Zwangsprostitution vorgeworfen.

## Film
- Die Menschenhändler von nebenan, Dokumentarfilm, SWR, Ulrike Baur, 2011[31]